# ヘヒト (特殊潜航艇)

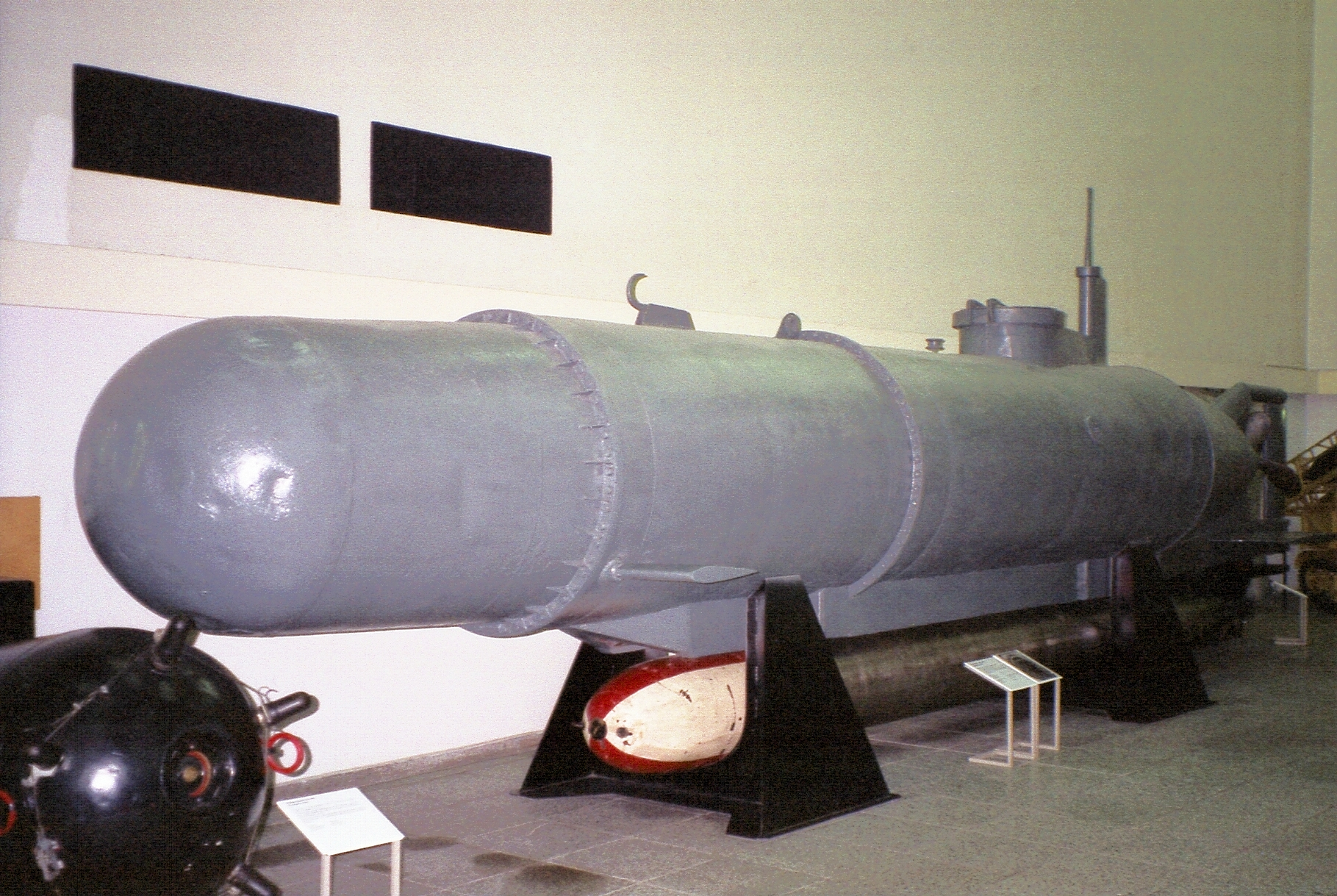
前方からの写真。

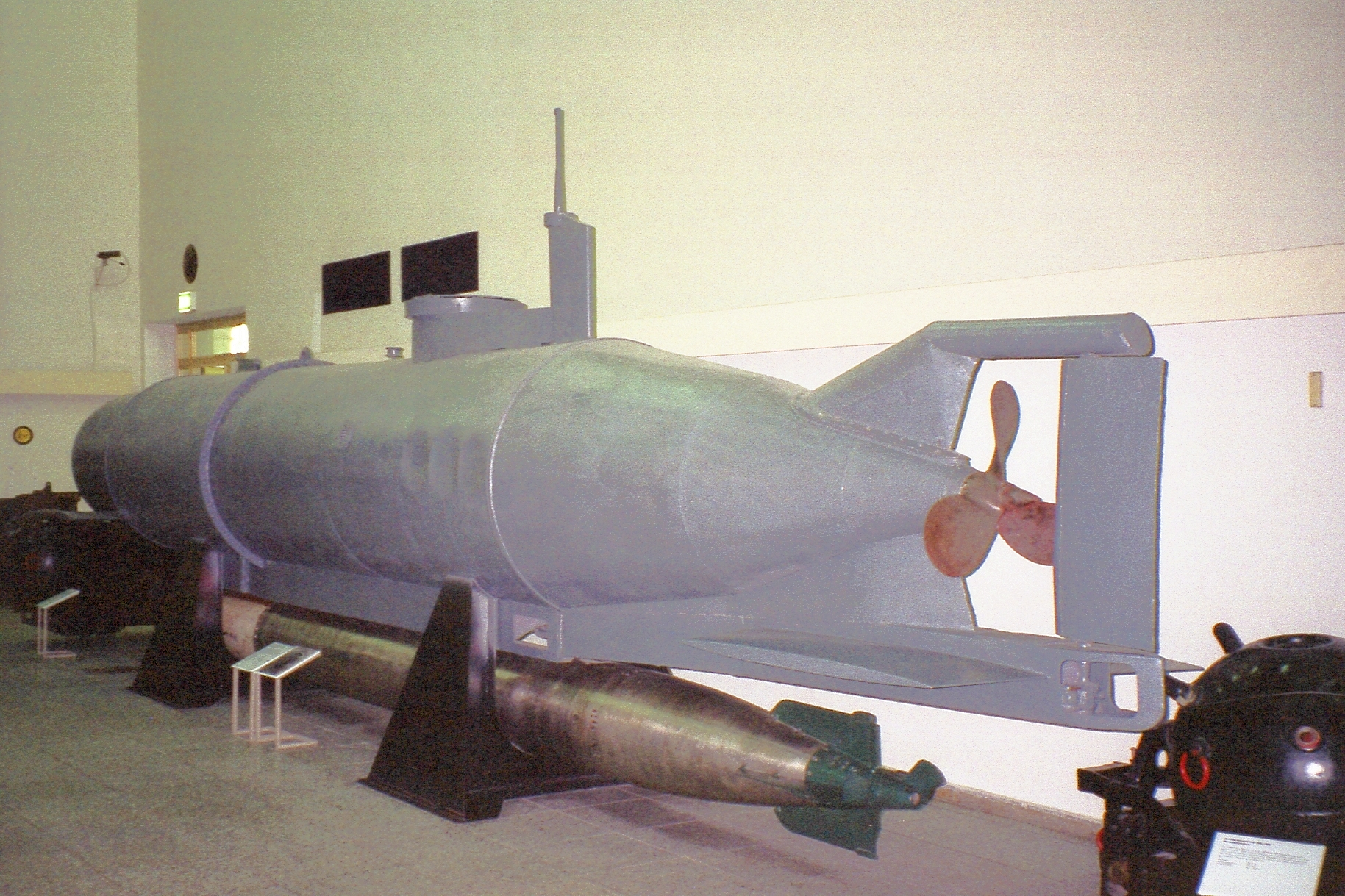
後方からの写真。

ヘヒトまたはType XXVIIAとは第二次世界大戦時にナチス・ドイツで建造された全電動で2人乗りの特殊潜航艇である。ヘヒトとはドイツ語でカワカマスを意味する。

## 経歴
ヘヒトが建造されたきっかけは、2隻のイギリス製X級潜水艦、X6およびX7をサルベージしたことに始まる。これらはドイツ戦艦ティルピッツを撃沈しようとしたソース作戦中に沈没したものだった。「Hauptamt Kriegschiffbau」は直後にイギリス製潜航艇を検査し、これを基に2人乗りの潜航艇の設計を行なった。これはType XXVIAとして制式化され、ヘヒトと名付けられた。
X級潜航艇のように、Type XXVIIAは敵艦の喫水線下を襲うため、爆発物を携行するよう設計されている。ただしこれは著しく小型化され、X級とは相当異なっている。この艇はディーゼル・エレクトリックの推進方式を搭載せずに済ませており、その替わりに全てを電動の12馬力AEG製魚雷用モーターに頼っていた。これは基本的に艇が潜航して用いられる予定であり、ディーゼルエンジンの必要が無かったことによる。しかしこの結果、4ノットで69海里という非常に短い航続能力となった。
この潜航艇には防潜網や類似の障害物を突破できる必要があったことから、艇には水中翼やフィン無しに設計され、艇のトリムは耐圧殻内部の重量を調整して制御されることとなった。訓練では重量物を充分すみやかに移動できなかったため装備がまったく機能せず、そこですぐ水中翼とフィンが装着された。それでもなおヘヒトの潜航能力はバラストタンクを装備しないため貧弱だった。
爆発物を携行するようにヘヒトが設計されていたとはいえ、沿岸海域で船舶を攻撃できるようカール・デーニッツは魚雷を携行することを主張した。ヘヒトは艇に吊り下げた魚雷1発、もしくは機雷1発、また艇首のリムペットマインで武装するよう設計された。
ヘヒトの外形はイギリス製のウェルマン潜航艇に似ている。取り外し不能な爆発物が潜航艇の艇首に装着され、前部区画には電池とジャイロコンパスが備えられた。ジャイロコンパスはドイツの特殊潜航艇に初めて備えられたもので、艇を潜航させて用いるならば航法に必須の装備とみなされていた。この区画の後方は操縦区画で、乗員2名用の座席が備えられた。席はセンターライン上に並べられ、機関員が前方に、艇長が彼の後ろに位置した。艇長にはペリスコープが与えられており、また航法を目的として透明なアクリル製ドームが設けられていた。
潜航艇はもっぱらほとんどを海面下で運用するよう意図しており、ジャイロコンパスの装備が必要であると決断され、これを装備した最初のドイツ製特殊潜航艇となった。
1944年1月18日、デーニッツはアドルフ・ヒトラーと新規設計につき検討し、ヒトラーは賛意を表わした。3月9日、試作艇を建造するためキールのゲルマニアシャフトと契約が結ばれ、3月28日にはさらに52隻の潜航艇の建造契約が続いた。
1944年5月から8月までに総計で53隻のヘヒトが建造されたが、これらの艇の不満足な性能から実戦投入は行なわれず、もっぱらゼーフントの搭乗員の訓練に用いられた。
この潜航艇の艇首には、磁気機雷の替わりにダイバーを乗せることができた。